# Ortsmuseum Küsnacht
Das Ortsmuseum Küsnacht ist ein Museum in der Gemeinde Küsnacht im Schweizer Kanton Zürich. Es ist ein Kulturgut von regionaler Bedeutung.

## Standort und Inhalte
Das Ortsmuseum Küsnacht ist in der ehemaligen «Oberen Mühle» untergebracht, eine der ältesten Mühlen am unteren rechten Seeufer. Es liegt direkt am Küsnachter Dorfbach am Tobelausgang. Dorfzentrum Küsnacht, Wald und See sind in wenigen Schritten erreichbar. Zum Museumsgebäude gehört ein kleiner, barock angelegter Rosengarten.
In einer abwechslungsreichen Dauerausstellung präsentiert das Ortsmuseum Küsnacht Bilder, Gegenstände und Schriften aus der Geschichte Küsnachts von vor 15 Millionen Jahren über Eiszeiten, Steinzeit, Mittelalter und Neuzeit bis heute. Ein besonderes Highlight sind die zwei zeitgenössisch eingerichteten Räume: ein Tante-Emma-Laden und eine historische Küche. Das Museum bietet jährlich wechselnde Sonderausstellungen zu verschiedenen Themen. Das Museum ist bekannt für seine zahlreichen Veranstaltungen und Möglichkeiten zur Begegnung und zur Partizipation für Jung und Alt, wie beispielsweise den interaktiven Hörspielkrimi «Mord im Museum» oder den Detektivrundgang «Der gestohlene Drachenkelch» sowie weitere, wechselnde Entdeckungen, Spiele und Rätselparcours für kleine und grössere Spürnasen und Familien.
Der Eintritt ist gratis. Führungen für Schulklassen und Gruppen werden auf Anfrage angeboten.

## Gründung, Betrieb und Leitung

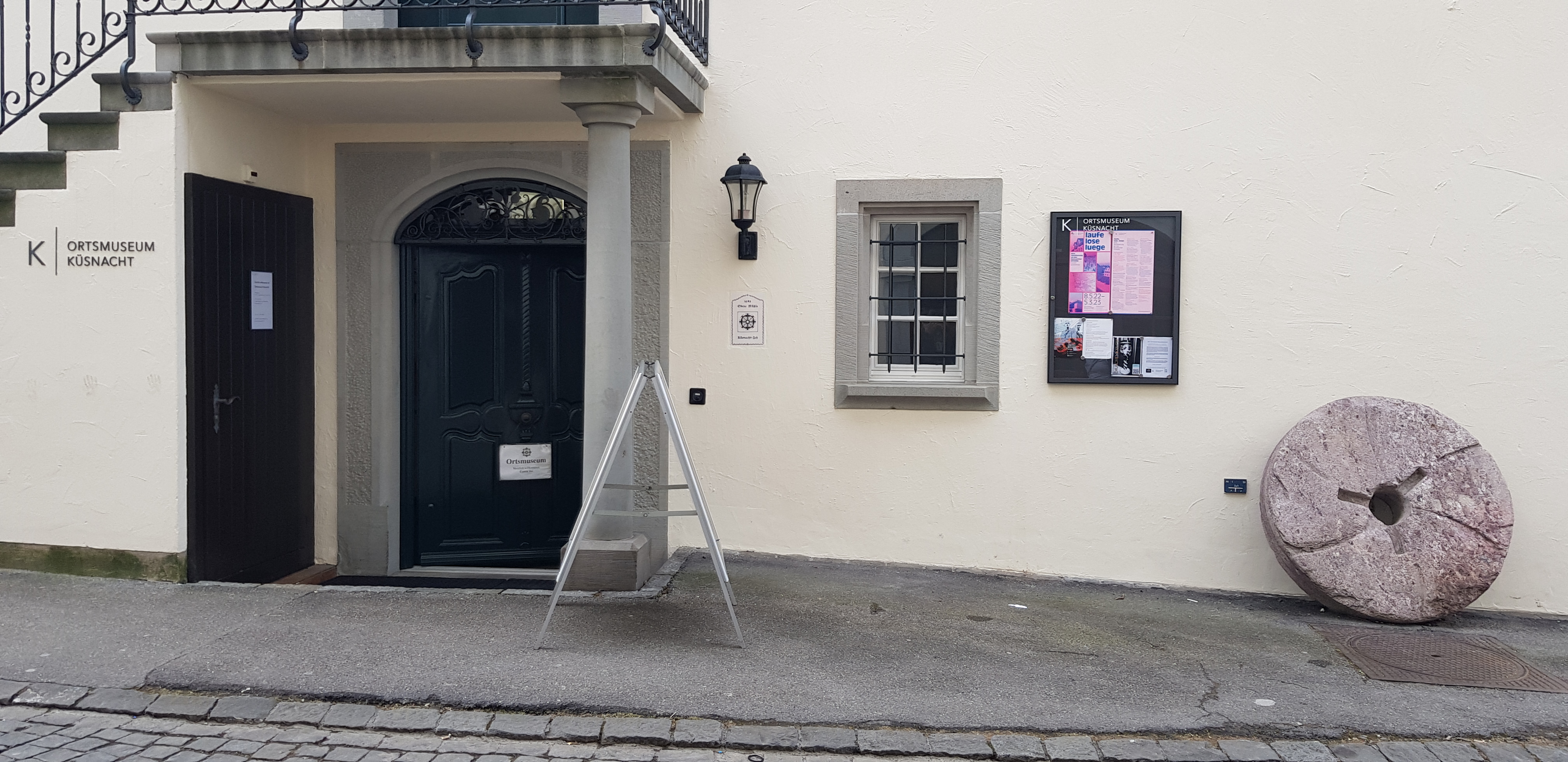
Eingang

An der Küsnachter Gemeindeversammlung vom 26. Juni 1976 wurde der Einzug des Ortsmuseums Küsnacht gemeinsam mit der Musikschule Küsnacht in die ehemalige «Obere Mühle» festgelegt. Nach zahlreichen Renovierungsarbeiten, bei denen auf das alte Erscheinungsbild Rücksicht genommen wurde, nahm das Ortsmuseum am 28. November 1983 seinen Betrieb am heutigen Ort auf.
Die Eröffnung des Ortsmuseums Küsnacht geht vor allem auf die Initiative der Kulturellen Vereinigung Küsnacht (KVK) zurück, die seit den 1950er Jahren das Küsnachter Kulturleben stark prägt. Zusammen mit der Gemeinde Küsnacht gewährleistet die KVK als Trägerverein die Sammlung und den Betrieb des Ortsmuseums mit einer jährlich wechselnden Ausstellung.
Das Museum wird hauptsächlich durch die Gemeinde Küsnacht finanziert. Um den Betrieb im gleichen Rahmen aufrechterhalten zu können, ist es neben der Unterstützung durch die Gemeinde und die Mitgliederbeiträge des Trägervereins zu einem grossen Teil auf Spenden und freiwillige Mitarbeit angewiesen.
Seit der Gründung des Ortsmuseums Küsnacht haben folgende Personen die Museumsleitung übernommen und als Kuratorinnen und Kuratorinnen gewirkt:
- 1983–1991 Therese Tatovsky-Gallusser
- 1991–2006 Christoph Schweiss
- 2007 – heute: Elisabeth Abgottspon

## Sammlung
Das Ortsmuseum Küsnacht sammelt Gegenstände, Bilder und Dokumente, die einen engeren Bezug zu Küsnacht haben. Neben Gegenständen aus den Bereichen Hausarbeit, Handwerk, Technik, Landwirtschaft und Familie, enthält die Sammlung auch Landkarten, Postkarten sowie Gemälde und Stiche von Küsnachter Künstlern/Künstlerinnen.
Seit Ende der 1990er Jahre ist das Ortsmuseum Küsnacht über die Region bekannt für seine Sammlung in den Bereichen Coiffeur und Mode. So erreichte beispielsweise 1999 die Coiffeur-Ausstellung 3000 Besuchende.

## Ausstellungen
Das Ortsmuseum Küsnacht ist unterteilt in zwei Bereiche. Der obere Bereich beherbergt die Dauerausstellung sowie zwei liebevoll eingerichtete, historisch gestaltete Räume: den Tante-Emma-Laden und eine Küche wie aus Grossmutters Zeiten, die auch durch Hörinstallationen Erinnerungen lebendig machen.

### Sonderausstellungen
Seit den 1980er Jahren präsentiert das Ortsmuseum Sonderausstellungen, die inzwischen einmal pro Jahr wechseln. Diese Sonderausstellungen bieten neue und abwechslungsreiche Perspektiven auf Küsnacht zu verschiedenen Themenschwerpunkten und viele Möglichkeiten zur Mitgestaltung.

## Führungen und Veranstaltungen
Das Ortsmuseum Küsnacht bietet verschiedene Führungen und Veranstaltungen an, die auf die jeweiligen Ausstellungen angepasst sind oder auch nach Wunsch gestaltet werden.